# Gmina Piteå
Gmina Piteå (szw. Piteå kommun) – gmina w Szwecji, w regionie Norrbotten, siedzibą jej władz jest Piteå.
Pod względem zaludnienia Piteå jest 50. gminą w Szwecji. Zamieszkuje ją 40 830 osób, z czego 49,88% to kobiety (20 364) i 50,12% to mężczyźni (20 466). W gminie zameldowanych jest 559 cudzoziemców. Na każdy kilometr kwadratowy przypada 13,24 mieszkańca. Pod względem wielkości gmina zajmuje 28. miejsce.